# Ваутер Гус
Ва́утер Гус (нід. Wouter Goes, нар. 10 червня 2004, Амстердам, Нідерланди) — нідерландський футболіст, центральний захисник клубу АЗ.

## Ігрова кар'єра

### Клубна
Ваутер Гус народився в Амстердамі і займатися футболом починав в академії столичного «Аякса». У 2016 році футболіст перейшов до молодіжної команди клубу АЗ. У листопаді 2020 року підписав з клубом перший професійний контракт до 2023 року. У лютому 2022 року Гус дебютував за другу команду АЗ — «Йонг АЗ» у Еерстедивізі. А влітку того року підписав з клубом новий контракт, дія якого розрахована до 2026 року.
4 лютого 2023 року Гус дебютував за першу команду АЗ в чемпіонаті Нідерландів у матчі проти «Волендама». У листопаді 2023 року Воутер продовжив дію контракту з клубом до 2028 року.

### Збірна
З 2019 року Воутер Гус регулярно виступає за юнацькі збірні Нідерландів.

## Досягнення
АЗ (мол.)
- Переможець Юнацької ліги УЄФА: 2022–23[6]

Особисті
- Талант місяця Ередивізі (3): березень 2024[7][8], грудень 2024[9], травень 2025[10]
- Команда місяця Ередивізі (2): березень 2024[11], травень 2025[12]